# Мисливці на привалі
«Мисливці на привалі» — картина російського художника Василя Перова, написана в 1871 році і відноситься до пізнього періоду творчості художника.

## Історія
Картина була написана Перовим в 1871 році. Василь Перов був пристрасним мисливцем. Саме тому тема полювання була йому добре знайома. Ще до «Мисливців …» Перов в 1870 році написав картину «Птахолов», за яку отримав звання професора, а також місце викладача в Московському училищі живопису, скульптури та архітектури.
У 1877 році художник написав копію картини, що зберігається в Російському музеї в Санкт-Петербургзі, оригінал же знаходиться в Москві в Третьяковській галереї. Третій варіант картини, знаходиться в художньому музеї ім. В. В. Верещагіна в Миколаєві .

## Сюжет
На картині зображені троє мисливців, які ведуть між собою розмову. Один з них (ліворуч) — літній, досвідчений мисливець, мабуть, із збіднілих дворян з захопленням і пристрастю розповідає про свої мисливські «подвиги». Другий (на другому плані) — середніх років, в селянському одязі, недовірливо і з усмішкою слухає мисливські байки свого співрозмовника. Третій же (праворуч) — довірливий молодий новачок, з трепетом вислуховує вигадки першого мисливця, що навіть забуває запалити цигарку в правій руці заготовленим в лівій вогником.
Вся ця сцена відбувається на тлі досить похмурого осіннього пейзажу, що вносить тривожний відтінок в її комічний зміст.
Цікавим є також поєднання в картині і жанрової побутової картини, і пейзажу, і натюрморту з мисливських речей і дичини.
Мисливствознавці відзначають неточності в предметах (наприклад, ріжок використовується для полювання, коли звіра заганяють собаки, і не потрібний для полювання з рушницею).